# Hình tượng hổ trong tín ngưỡng

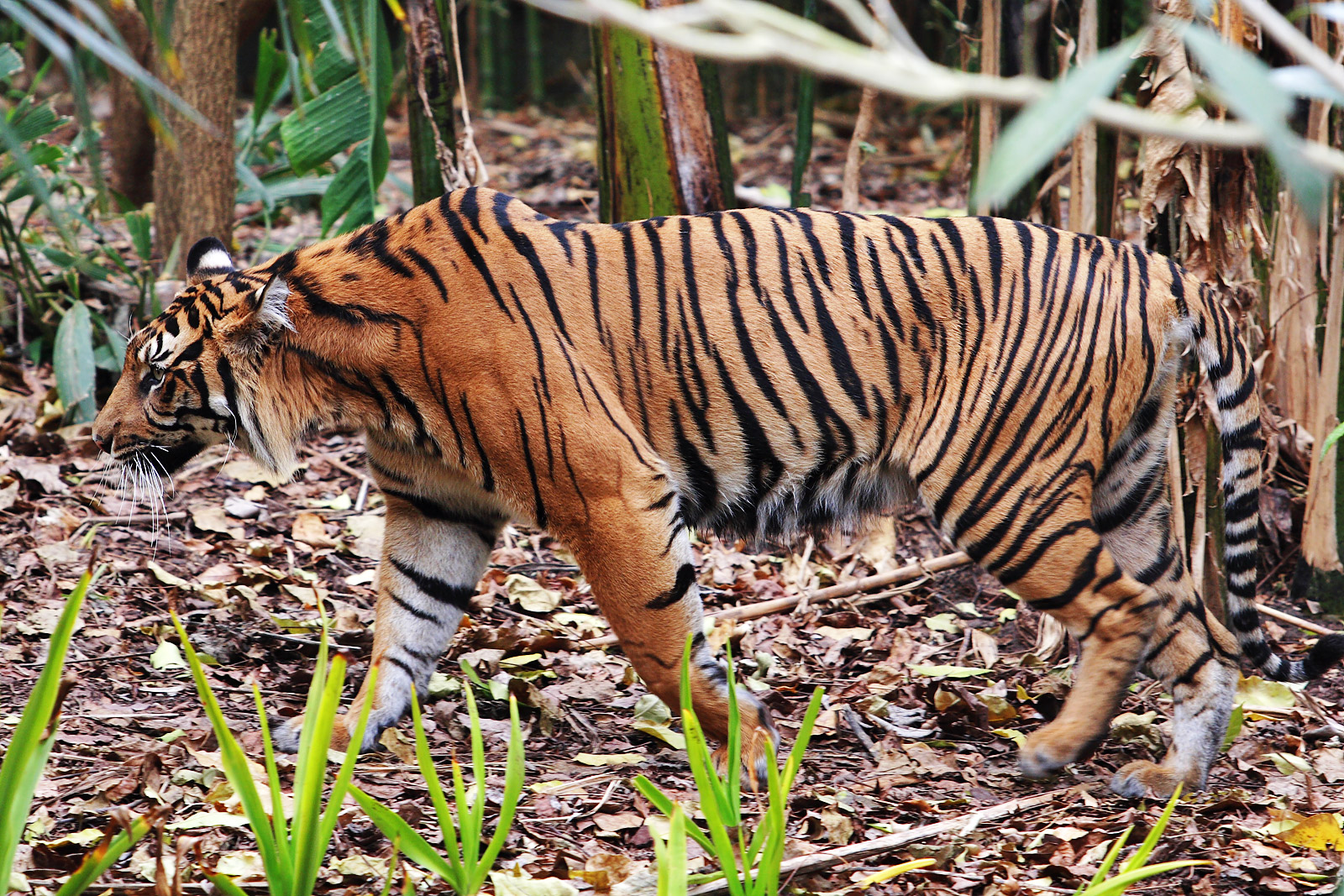
Hổ là con vật được nhắc đến rất nhiều trong tín ngưỡng dân gian

Hình tượng con hổ hay Chúa sơn lâm đã xuất hiện từ lâu đời và gắn bó với lịch sử của loài người. Trong tín ngưỡng dân gian của nhiều dân tộc, vùng miền hổ là loài vật được tôn thờ và sùng bái thông qua tập tục thờ hổ, hổ còn đóng vai trò là thần giám hộ của quốc gia, sự ngưỡng mộ loài hổ còn thể hiện thông qua danh xưng, đặt tên, làm linh vật, biểu tượng. Trong tiềm thức dân gian Việt Nam, hổ hay ông ba mươi là tên gọi đầy uy linh, quyền kính trong những gian thờ, đình, chùa, miếu mạo. Tục thờ hổ bắt nguồn từ cuộc sống nguyên thủy, khi con người còn sống trong điều kiện săn bắt, hái lượm hoặc giai đoạn đầu của cuộc sống nông nghiệp thì lúc này hổ chính là sức mạnh thiên nhiên vừa gần gũi và là tai họa đối với con người, chính vì vậy mà con người thờ hổ.

## Tên gọi

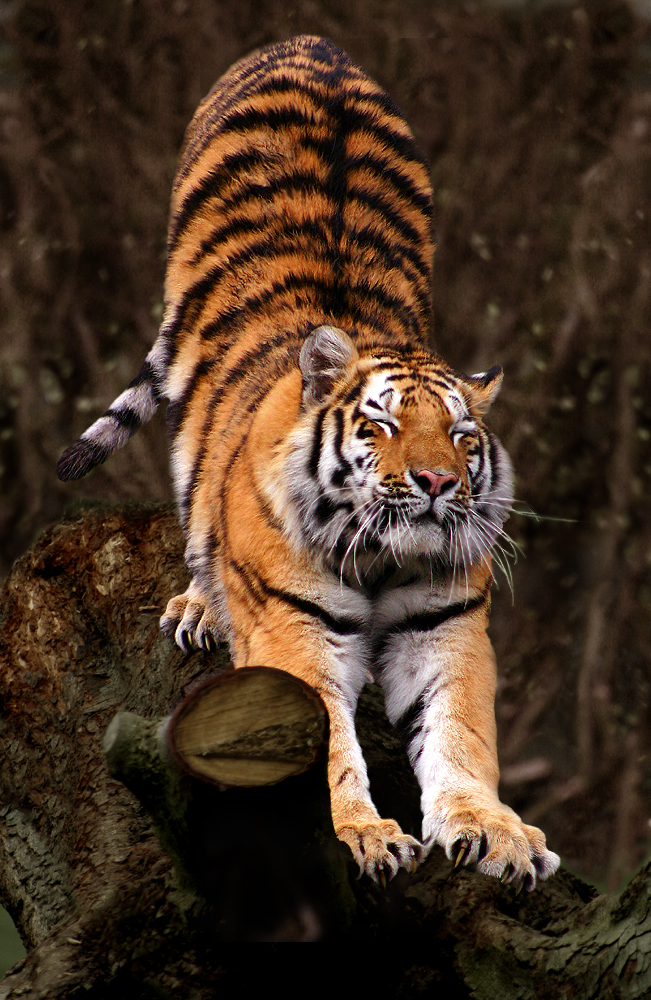
Hổ có rất nhiều tên gọi đặc biệt là trong tiếng Việt

Trong số các tên gọi tên được dùng phổ biến và tồn tại trên văn bản, các vùng nhiều nhất là Hổ. Người phương Đông gọi Hổ bằng nhiều tên hơn người Phương Tây. Trong hệ ngôn ngữ châu Âu, từ hổ bắt nguồn bằng từ tigre vốn được vay mượn từ tiếng Hy Lạp tigris, bản thân từ này lại vay mượn từ tiếng Ba Tư trong từ Anh-Mỹ thì hổ cái (tigress) lần đầu tiên được ghi lại năm 1611 và thuật ngữ Mắt hổ (yellowish-brown quartz) được ghi lại năm 1891. Thuật ngữ tiếng Anh thông dụng chỉ về hổ là Tiger và chỉ về hổ cái là Tigeress, trong tiếng Pháp thì hổ còn gọi là Tigris, tiếng Tây Ban Nha thì hổ được gọi là El Tigre.
Ở châu Á, người Tungus một dân tộc ở vùng Siberia gọi giống hổ Mãn Châu bằng tên gọi với ý nghĩa tôn xưng là Ông hay Ông già, còn người Udege và người Nanai ở vùng Viễn Đông Nga gọi hổ Mãn Châu bằng tên gọi Amba với ý nghĩa sùng kính cùng với gấu (Doonta), người Mãn Châu gọi tên hổ với ý nghĩa là Vua (Hu Lin) Người Mông Cổ gọi hổ là Ba-lưa (Бар) đây là từ gốc của danh hiệu Ba Đồ (Баатар) và Ba Đồ Lỗ (Baturu) của người Mãn Châu. Ở Trung Quốc, người Trung Quốc hay gọi hổ là Lão hổ. Ở Mã Lai, hổ Mã Lai cũng được người Mã Lai đặt cho nhiều loại tên hiệu, đáng chú ý có Pak Belang có nghĩa là Chú có sọc hay Bác có sọc Ở Indonesia, người ta gọi hổ là Harimau, người Thái Lan gọi hổ là Seua. Người Thái ở Việt Nam gọi hổ là Tu xưa, Xưa cả, Xưa cản tao, người Mường thì gọi là Tu khán, người M'Nông gọi hổ là Rơnong, người Êđê gọi là Êman, người Hà Nhì ở Lai Châu gọi hổ là Khà dừ, người Khơ Mú gọi hổ là Rvai, người La Hủ gọi hổ là Hủ và tên của dân tộc này được đặt theo tên của con hổ, người Tà Ôi gọi hổ là Avó.
Trong chữ Hán, chữ hổ (唬) nghĩa là dọa nạt, có bộ khẩu đứng trước chữ hổ để tượng hình cho việc nghe tiếng hổ gầm, tạo ra sự khủng khiếp và trong tiếng Việt từ hùng hổ hay hùng hùng hổ hổ cũng có thể xuất phát từ ý nghĩa này. Trong dân gian Việt Nam, với những đẳng cấp và những giai cấp khác nhau, người ta còn gọi hổ là: Cọp, Hùm, hoặc những danh xưng mang tên Ông như ông Hổ, ông Cọp, ông Hùm, ông Kễnh, ông Hầm, ông Ba Mươi, ông Khái, bà um... trong đó người ta thường gọi con hổ với cách gọi rất trân trọng là ông Hổ, ông Ba Mươi Trong các loài thú dữ, chưa có loại thú nào được con người sợ hãi, thờ cúng, kỵ húy nhiều bằng con cọp, quan điểm nhiều người không dám gọi thẳng tên, một số người già không dám kêu đích danh con hổ mà chỉ dám gọi chệch đi ông kễnh, ông ba mươi hay ông hùm vì sợ Ngài giận.
Cái nhìn dân gian Việt về con cọp thể hiện trong cách gọi tên, thể hiện qua những câu ca dao, tục ngữ, thành ngữ, những câu chuyện cổ tích, ngụ ngôn. Ngoài tên Cọp, là Hổ, tiếng Hán Việt là Dần, hổ còn có tên là Khái, là Kễnh, Ba Cụt (cọp ba chân), Ba Ngoe (cọp ba móng), Ông Chằng hay Ông Kẹ, Ông Dài, Ông Thầy (cọp thành tinh), Ông ba bị. Dựa vào tiếng gầm của, hổ còn có tên gọi là Hầm, là Hùm, dựa vào sắc màu của da còn gọi là Gấm, là Mun. Ở Nam Bộ cò gọi cọp là Ông Cả vì sợ cọp quấy phá, lập miếu thờ, tôn cọp lên hàng Hương Cả là chức cao nhất trong Ban Hội Tề của làng xã Nam Bộ trước đó, người dân ở một số vùng thuộc Quảng Trị (như làng Thủy Ba) còn gọi hổ bằng tiếng địa phương là coọc có nghĩa là cọp. Như vậy, người Việt gọi là hổ, cọp, hùm, kễnh, khái (miền Trung), Thầy, Hạm, (miền Nam) và các tên ẩn dụ như chúa sơn lâm, Mãnh chúa rừng xanh, chúa tể rừng xanh, ông cả cọp, ông ba mươi, ông thầy...
Ở Miền Đông Nam Bộ, những danh xưng cao nhất được dành cho hổ như Sơn quân chi thần, Sơn quân chúa xứ, Sơn quân mãnh hổ, Sơn lâm chúa tể, Sơn lâm chúa xứ, Sơn lâm đại tướng quân, Sơn quân chúa động, Chúa xứ sơn lâm, Mãnh Hổ, Thần Hổ, Ông, ông Thầy, ông Cả, Ngài, ông Ba Mươi, Hương quản. Ở các làng quê Nam Bộ, thường có tập tục cử cọp giữ chức Hương cả của làng, Có nơi như Bến Tre, dân làng gọi hổ với chức Đại hương cả. Nguyên nhân do tương quan lực lượng giữa con người và tự nhiên vào buổi đầu, nên dù có diệt cọp nhưng những người dân đi khai phá vẫn phải tôn thờ nó vì hổ tượng trưng cho sức mạnh của tự nhiên mà cư dân buổi đầu phải đối đầu, điều đó giải thích một tập tục thờ hổ phổ biến trong buổi đầu đi khai phá khi con người phải thừa nhận những sức mạnh của tự nhiên, mà cọp là một đại diện tiêu biểu.
Sở dĩ hổ thường gọi nhiều tên như thế vì con người rất sợ loài thú hung dữ này khi họ phải lên rừng núi để khai thác gỗ, đốn củi, đốt than, khai thác trầm kỳ, mây, tre, cây thuốc, lấy mật ong... hay nhà ở gần núi, nên thời xưa, không những con người lập miếu thờ cọp, gọi cọp là Sơn Thần, Sơn Quân Chúa Sơn Lâm mà còn kỵ húy, kiêng kỵ tên chính thức nên gọi tránh đi và bao giờ cũng có chữ Ông, chữ Ngài đứng trước để tỏ ý tôn trọng hay thành kính. Hoặc là hổ nhiều khi vồ cả người cho nên người dân xưa, đặc biệt là dân vùng sơn cước thường sợ, tôn sùng hổ, khi đi rừng không dám nhắc đến hổ, hoặc nói trại tên đi. Ở vùng Sơn La, đồng bào dân tộc ở đây họ rất sợ hổ và họ gọi là ông hổ, chứ không dám gọi là con hổ.
Trong tiếng Việt, tuy có nhiều tên gọi nhưng tập trung vào một số tên gọi chính với cách dùng trong những trường hợp cụ thể là
- Hổ: Liên tưởng đến sự hùng hổ, mạnh mẽ, hung ác, quyết thắng. Người ta cũng thường dùng từ hổ dữ để mô tả về những con hổ chỉ về sự hung tợn, dữ dằn hoặc tấn công làm hại người.
- Cọp: Liên tưởng đến động tác ngoạm, cắp rất dữ dội, tham lam, ăn tươi, nuốt sống.
- Hùm: Liên tưởng đến tiếng gầm dữ dội, nhằm đe dọa đối phương.
- Ông Ba mươi: chỉ thọ 30 tuổi và hay rình dò kiếm ăn vào đêm 30 Tết và kêu lên với sự tôn trọng, hay Cọp đi ba mươi bước là quên hết mọi thù oán hoặc Đêm ba mươicuối tháng âm lịch, trời tối đen như mực, là thời gian thích hợp cho cọp dễ lộng hành, tìm mồi. Truyền thuyết kể rằng, vua Gia Long trong những ngày sống trong rừng, hết cả lương thực may mắn có thịt thú rừng do hổ tiếp tế. Biết ơn hổ, vua cho lập miếu thờ và ra lệnh ai lỡ tay giết hổ bị phạt 30 trượng hoặc bắt sống thì thưởng 30 quan tiền. Vì vậy mà con hổ còn được gọi là ông ba mươi.
- Kễnh: Liên tưởng đến việc con cọp có thể chỉ cần chạy bằng ba chân, khi một chân bị thọt, hoặc vướng vì tha con mồi to hơn mình.
- Quan lớn tuần dinh, hoặc Quan 5 dinh: được thờ cúng trong các đền, coi là bộ hạ của Thần, Thánh, Mẫu…
- Ông Mãnh: Mạnh mẽ, tàn bạo, thù dai.
- Hạm: Trong miền Nam cũng có nghĩa là cọp nhưng là những con cọp ác, hung dữ ăn thịt người quấy phá cuộc sống của người dân, đối lập với cọp bạch, tức là cọp tu, cọp hiền
- Hàm: cũng như Hùm, từ tượng thanh dùng làm danh từ dựa vào tiếng gầm của hổ.
- Gấm, Mun: Tên gọi dựa vào màu sắc của hổ.

Về vị trí của hổ trong rừng, người ta còn gọi hổ bằng Chúa sơn lâm, sau đó được nhấn mạnh thêm là Chúa tể sơn lâm hoặc Chủ tể Sơn lâm hay Chúa tể rừng xanh, Mãnh chúa rừng xanh, Chúa tể núi rừng, Sơn Quân, Sơn Thần, Vua hổ, Vua cọp..., có thể nói, trong họ hàng nhà mèo thì có lẽ hổ là con thú được nhắc đến nhiều nhất với danh hiệu Chúa sơn lâm. Ở Ấn Độ và người Phương Tây hay dùng thuật ngữ Hổ Hoàng gia hay Chúa sơn lâm (Tigre Royale/Royal Tiger) để chỉ về hổ Bengal. Hổ Mãn Châu còn được mệnh danh là Chúa tể của rừng Taiga. Người ta cũng dùng những thuật ngữ gọi về hổ như con hổ, con cọp nhưng đây chỉ là những từ ngữ mang tính mô tả chứ không có ý miệt thị như những thuật ngữ kiểu như (đồ) con chó, (đồ) con lợn, (như) con bò, (như) trâu, (như) con dê già…. Và cũng chính sự dữ tợn nguy hiểm của hổ mà nhiều người gọi hổ bằng danh xưng Ông

## Sùng kính và tôn thờ

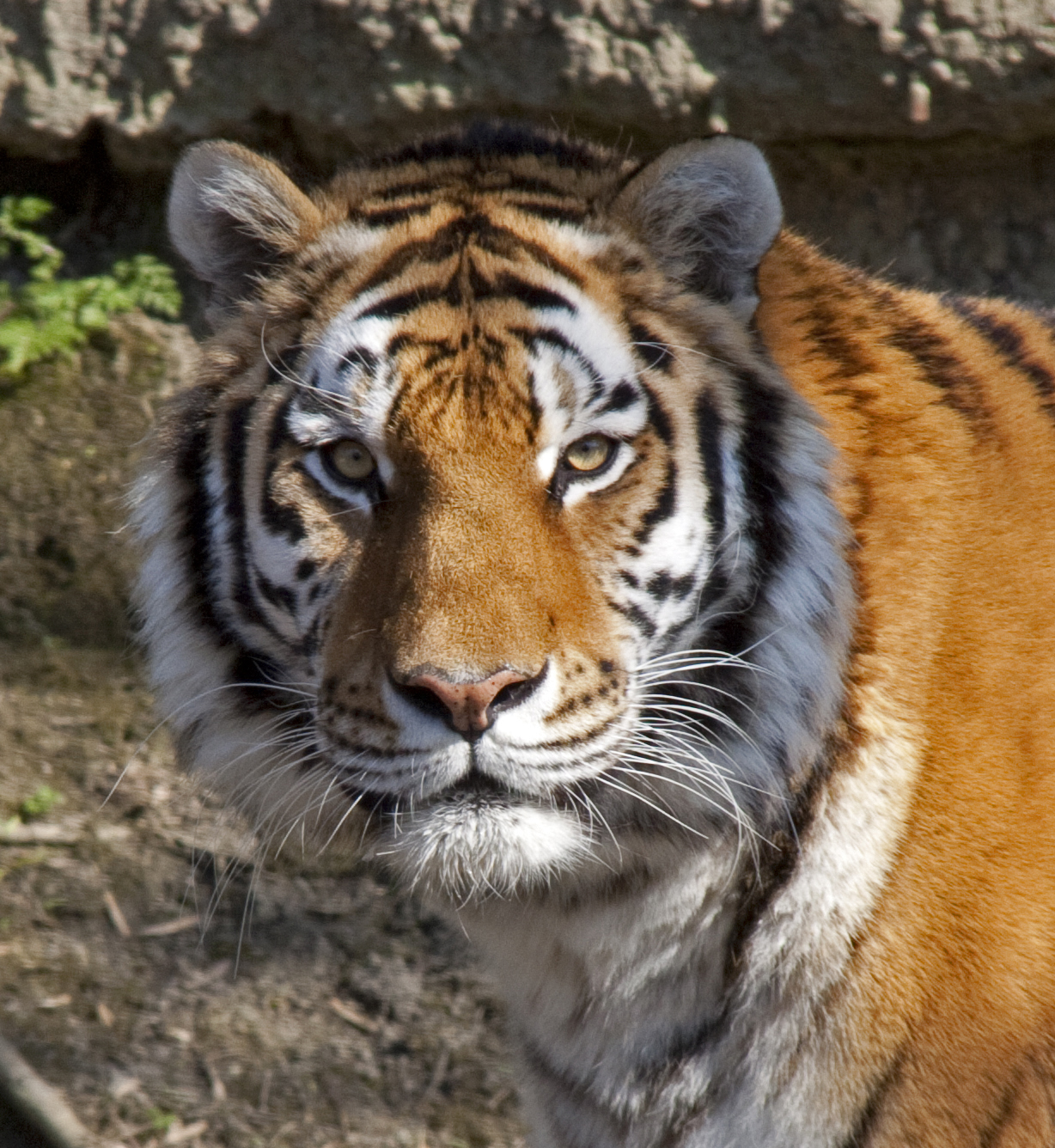
Người Trung Hoa cho rằng những vệt vằn trên trán hổ có hình chữ Vương (王), có nghĩa khi sinh ra hổ là vua của muôn thú

Người Trung Hoa quan niệm rằng những vết sọc trên trán của hổ liên tưởng đến chữ 王 (chữ Vương), theo tiếng Trung Quốc có nghĩa là vua do đó người dân nước này tin rằng con hổ sinh ra vốn dĩ đã là vua, chữ vương trên trán hổ được hội họa Trung Hoa cũng như Hàn Quốc khai thác rất nhiều. Bên cạnh đó, trong văn hóa Trung Hoa, hổ là loài vật có thực được tôn lên ngang hàng với rồng (long) một con vật trong tưởng tượng biểu tượng cho sức mạnh của trời đất, người Trung Hoa có câu mô tả sự sóng đôi giữa hai loài này. Ở Trung Quốc rồng là biểu tượng cho vua chúa, vương quyền, phượng hoàng biểu tượng cho hoàng hậu thì hổ biểu tượng cho các vị tướng và đại diện cho quân đội Người Trung Quốc coi hổ là biểu tượng của sự can đảm, người Trung Quốc cổ xưa tôn sùng đấu sĩ dữ tợn, không biết sợ hãi này và coi đây là biểu tượng chống lại ba đại họa của một gia đình như hỏa hoạn, trộm cắp và ma tà. Người Trung Hoa cũng suy tôn con vật linh Hổ gọi là: Thần Thái Tuế cứu nhân độ thế: Hổ cứ Sơn Lâm phù xã tắc, vật linh Hổ từ đó được lan truyền vào các ngôi đình, đền, chùa, miếu, thể hiện thế lực, sức mạnh, áp đảo.
Hổ thường dùng để chỉ những nhân vật xuất chúng, những người mạnh mẽ, còn trẻ tuổi thường được gọi là những chú hổ nhỏ (hổ nhi) để thể hiện sự kỳ vọng của mọi người. Hổ là một mãnh thú dữ tợn và thường được coi là nguy hiểm với con người, tuy nhiên, theo văn hóa truyền thống Trung Quốc, hổ cũng là biểu tượng của sự may mắn. Hổ, cùng với những con vật mang lại may mắn khác như Long (rồng) và Kỳ Lân có yếu tố bảo vệ cho người Trung Quốc. Trong khi hầu hết những con vật may mắn trong văn hóa Trung Quốc đều là giả tưởng thì con hổ là con vật có thật trong cuộc sống. Theo truyền thống, người ta tin rằng trẻ em đội mũ, đi giày có hình đầu hổ vào năm mới sẽ được bảo vệ khỏi ma tà. Long Hổ Tông ở Trung Quốc là một đạo giáo lấy hổ cùng với rồng làm biểu tượng. Trong tiếng Trung Hoa, chỉ có chuột và hổ mới được gọi tên một cách kính cẩn bằng cách gắn thêm từ "lão" phía trước: lão thử (cụ chuột) và lão hổ.
Trong lịch sử và văn hóa Hàn Quốc, hổ vừa được dân gian xứ Hàn tôn làm thần giám hộ, hổ vừa là biểu tượng của uy dũng và quyền lực, giúp con người tránh được vận hạn và đem đến cho họ nhiều phúc lộc, dân tộc Hàn Quốc đã có lịch sử lâu dài gắn bó với hình ảnh con hổ tại đây con hổ là giống vật thiêng biểu tượng cho điềm lành và là loài vật gần gũi theo như câu ngạn ngữ Hổ thắp lửa mở lối trên chặng đường leo núi. Theo quan niệm dân gian Hàn Quốc thì khi trời mua to đó chính là lúc hổ đang đánh nhau quyết liệt với rồng Hình hổ còn được in lên bùa. Tấm bùa thường mang hình hổ vì đây là con vật biểu trưng của tinh thần dũng mãnh tạo cho người ta niềm tin tâm linh về sự an lành, được bảo vệ khỏi mọi điềm gở trong đời sống. Người Hàn Quốc xưa quan niệm rằng trong ngày vui hôn lễ, để tránh cho cô dâu khỏi gặp họa vì lòng người đố kỵ khó lường, nên phủ lên kiệu hoa một tấm da hổ hay tấm chăn có họa tiết hình hổ. Nếu cô dâu ngồi kiệu phủ trướng da hổ thì chú rể luôn phải giữ móng hổ bên mình. Ngày xưa, người ta thường treo chuỗi xương hổ trước cửa hay cổng nhà để xua đuổi khí xấu.
Cũng ở Hàn Quốc, Khu lăng mộ của vua cũng là nơi người ta nhận ra sự hiện hữu của hổ, linh vật hộ vệ, che chở cho con người khỏi mọi tai ương. Tượng hổ tạc bằng đá Nằm ngay phía trước mộ xuất phát từ quan niệm xưa cho rằng hổ có thể bảo vệ lăng mộ, chốn yên nghỉ cho linh hồn vua chúa, điều này cũng có nét tương đồng với văn hóa Việt Nam. Tính chất linh thiêng của hổ còn được thể hiện trong lễ cầu mưa. Sử liệu thời Joseon ghi lại rằng vào thời Taejong (Triều Tiên Thái Tông), Sejong (Triều Tiên Thế Tông), Munjong (Triều Tiên Văn Tông) và Danjong (Triều Tiên Đoan Tông), đầu hổ đã được dùng để cúng thần khi hành lễ cầu mưa Seokcheokgiuje (Tích dịch kỳ vũ tế) Hoạt động khởi sự việc nhúng đầu hổ xuống nước, nơi rồng náu ẩn trước bến cây liễu, cây phác. Trong nghi lễ cầu mưa của hoàng gia, đầu hổ được ném xuống sông, nơi được coi là chốn ngự trị của rồng bởi quan niệm chỉ có hổ mới trị được Long thần, kẻ cai quản nguồn nước.
Ở Việt Nam, theo quan niệm thông tục, người ta cho rằng, hổ là chúa tể của muôn loài muông thú, thậm chí uy lực của hổ còn trấn ngự được cả những linh hồn người đã chết do nó ăn thịt. Trong văn hóa, hổ xếp hàng thứ ba trong mười hai chi, năm Dần mang cầm tinh cọp, là một hình tượng đa nghĩa vừa phức tạp trong tâm linh người Việt, vừa là ác thú, vừa là thần hộ mệnh. Có hình hổ trấn giữ ở ngưỡng cửa là tà ma không dám xâm nhập. Hổ là ác thú được người kinh sợ đến độ lập đền thờ, hy sinh nhân mạng để tế lễ mỗi cuối năm, như tục thờ Thần Hổ, làng Ngọc Cục, huyện Đường An, tỉnh Hải Dương mà Phạm đình Hổ (1768-1839) đã kể lại kỹ càng trong Vũ Trung tùy bút, đến năm 1800, tục mới chấm dứt. Mặt khác, hổ lại là phúc thần được vẽ tranh thờ để trừ tà yểm quái. Tranh Hổ còn được bày nơi nhiều đền chùa, nhất là các đền thờ Thánh Mẫu, như tranh Bạch Hổ Thần tượng đặt ở đền Quan Thánh, Hà Nội. Ngày nay, tại miền Bắc Việt Nam, từ đồng bằng lên Mạn Ngược, nhiều nhà còn sùng tín vào Tranh Hổ.

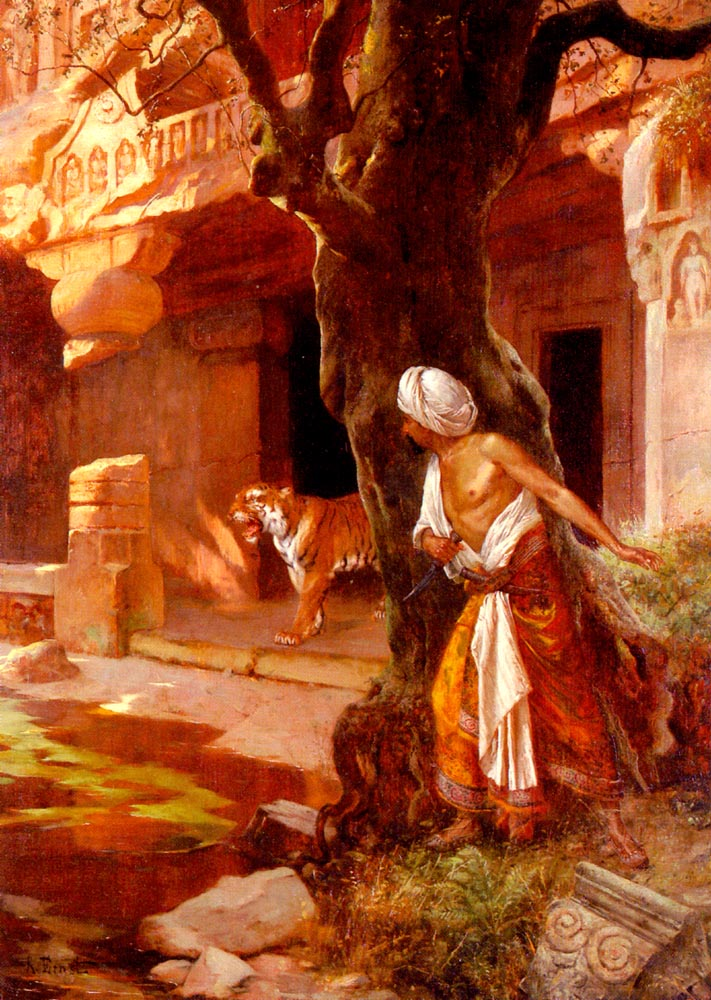
Hổ là con vật linh thiêng và là kẻ gác đền trong những khu rừng già ở Ấn Độ

Việc tồn tại dai dẳng tục thờ thần Bạch Hổ trong người Việt cũng như nhiều dân tộc sống ở miền núi phía Bắc Việt Nam một mặt phản ánh tín ngưỡng nguyên thủy từ rất xa xưa, đồng thời phản ánh tàn dư tôn sùng loài vật này gắn với sự phát triển của Đạo Giáo vốn xuất hiện ở Việt Nam chậm nhất là vào khoảng đầu công nguyên. Từ rất lâu trong tín ngưỡng dân gian Việt, hổ được coi là con vật linh thiêng, bởi thế mà danh xưng của nó cũng được thần thánh hóa bằng những cái tên như ngài, ông... Rất nhiều gia đình có tục thờ ông ba mươi như một cách để cầu công danh, mang lại sự may mắn. Tranh Ngũ hổ của dòng tranh dân gian Hàng Trống đất Thăng Long trở thành dòng tranh thờ nổi tiếng. Theo Phạm Đình Hổ thì qua tục giết người tế Thần Hổ nhắc đến thần Xương Cuồng có ghi vào sử sách như Mộc Tinh trong Lĩnh Nam Chích Quái. Tục tế Thần Hổ này có từ xa xưa trước Tây Lịch, khi quân nhà Tần của Nhâm Ngao và Triệu Đà mới lấn chiếm và đô hộ đất Văn Lang.
Trong tín ngưỡng dân gian Việt Nam con Hổ được gắn với tục thờ Mẫu. Dù ở miền Bắc, miền Trung hay miền Nam đều có tục lệ thờ Thần Hổ như một biểu tượng của con vật dũng mãnh, uy linh tượng trưng cho sức mạnh có khả năng trấn giữ cửa ải ngũ phương. Trên phương diện này hổ đã hoá thành vật linh thiêng với những cái tên trong huyền thoại dân gian thường gọi: Thần Hổ, Sơn quan thần Hổ, Lý nhĩ tướng quân, thần hộ vệ Thành Hoàng, chúa Sơn Lâm, ông Ba Mươi trong khi đó ở miền Nam Việt Nam còn có tên ông Cả Cọp, Thần Bạch Hổ... Bùa ông Hổ còn được dán và ếm ngay trước cửa cái ra vào nhà để trừ tà. Xuất phát từ tục thờ hổ, thần thánh hóa loài vật này, các nghệ nhân dân gian cũng xây dựng biểu tượng hổ qua nhiều chất liệu như: gỗ, đá, vôi giấy, đất nung, tranh vẽ, tranh cắt giấy… Nhưng mẫu tranh được biết đến nhiều nhất là tranh Ngũ hổ của phố Hàng Trống (Hà Nội) xưa.
Thần Hổ vừa là huyền thoại vừa là hiện thân của vẻ đẹp dũng mãnh, hiểm ác vì thế hổ linh được chạm trổ trên các lăng mộ, nhang án, nó được in trên hoa văn gạch ở các móng chùa, đền, miếu cổ xưa với một mô típ đẹp uyển chuyển, nhẹ nhàng và có tính thiêng liêng. Hổ đã hoá thân thành vật linh như: Long Hổ hội tượng trưng cho sự quần tụ của giới trí thức nho học (Bảng rồng: Tiến sĩ, bảng hổ: Cử nhân). Trong tín ngưỡng dân gian tục thờ Mẫu người ta thường vẽ tranh ngũ hổ để tượng trưng cho ngũ phương. Ngoài việc mô tả chạm trổ đá, gỗ và in hoa văn Thần Hổ trên gạch, không ít ở các cổng đền, miếu, bệ thờ, án gian trong gia đình đều chạm khắc, hoặc đắp Hổ phù nhô ra, miệng há to dữ tợn xung quanh răng nanh đâm ra như một cái hang. Trong một số hoàn cảnh đặc biệt Thần Hổ trắng còn là biểu tượng của thần chữa bệnh và thần tài của một số gia đình hiện nay đang buôn bán phát lộc, thường tôn thờ ông Hổ. Hàng ngày đèn nhang, lễ vật bằng trứng sống đều đặn, coi đó như linh vật trong tâm thức, tín ngưỡng dân gian. Việc thờ Thần Hổ gắn với việc thờ Mẫu trong dân gian là một lệ tục tín ngưỡng văn hoá tâm linh đã trải qua nhiều mốc thời gian cho đến ngày nay vẫn đang tồn tại bóng dáng ở những ban thờ Mẫu, ở chùa, đền và miếu. ở những nơi này, Ngôi đền nào cũng có đắp tượng hổ ở cửa vào, coi như Thần tướng gác đền và thần tướng này cũng được khách đi lễ thắp hương, khấn vái, chẳng hạn như người dân lập miếu thờ hổ ở vùng Mỹ Phước, Long Xuyên, An Giang, Việt Nam.
Vào những ngày rằm, mùng một hoặc lễ chạp, ngoài hương hoa, những người lớn tuổi còn cúng một miếng thịt heo sống trên bàn thờ ông hổ. Trong tục thờ, có gia đình thờ tranh ngũ hổ, có gia đình chỉ thờ một ông. Những người thờ phụng ông hổ đều tin rằng có một sức mạnh siêu nhiên phù hộ cho gia trạch bình an, loại trừ tai nạn. Các nhà nghiên cứu văn hóa dân gian cho rằng: tục thờ này bắt nguồn từ một cuộc sống nguyên thủy, khi con người còn sống trong điều kiện săn bắt, hái lượm hoặc giai đoạn đầu của cuộc sống nông nghiệp, thì hổ chính là sức mạnh thiên nhiên gần gũi và là tai họa đối với con người, do đó phải thờ hổ. đặc biệt là do khiếp sợ oai linh thần hổ, người dân miền sơn cước luôn thờ cúng chúa sơn lâm. Một ví dụ cụ thể là người dân Tiên Cảnh có phong tục cúng thần rừng, vị thần họ tin rằng nắm giữ bổn mạng của cả vùng đất này, đại diện cho thần rừng, không phải loài nào khác mà chính là hổ dữ - vị chúa sơn lâm đầy quyền uy, do nỗi sợ hãi đã khiến người dân Tiên Cảnh tôn sùng loài ác thú này như thần thánh. hay người dân Mường Mõ bao đời nay thờ hổ, tôn kính hổ như thần linh, ở đây núi cao vực sâu thêm huyền bí vì những truyền kỳ về hổ.
Con hổ luôn đe doạ đến đời sống con người nên một số địa phương đã có tục thờ thần hổ. Tục này xuất xứ từ làng Thổ Tang, huyện Vĩnh Tường, tỉnh Vĩnh Phúc. Đến thế kỷ XVI, XVII, khi lưu dân đến khai phá đất Nam Bộ, một vùng hoang dã mà có thời dưới sông sấu lội, trên rừng cọp đua, thì việc thờ hổ được xem như một nhu cầu thiết thực đối với đời sống tâm linh, nên thời bấy giờ ở Nam Bộ có rất nhiều miếu thờ hổ. Có nơi thì đúc thành tượng hổ uy nghi, có nơi thì thờ tranh ngũ hổ, quanh năm khói hương nghi ngút. Đối với người miền Tây thì những câu chuyện về hùm beo, rắn khổng lồ vẫn luôn là đề tài hấp dẫn, loài cọp dữ, loài vật hấp dẫn chỉ đứng sau rắn hổ mây khổng lồ trong những câu chuyện đường rừng, nhằm khắc họa lại một phần cuộc sống sông nước miền Tây thời xưa. Ở vùng sông nước miền Tây, lại có đình, đền, miếu thờ ông cọp hay ông cả cọp và thay vì thờ thần thánh, người ta lại khói hương nghi ngút, khấn vái thành kính loài vật được cho là thú dữ, sợ hãi và tôn kính cọp, nên người dân lập đình, miếu thờ cọp hằng năm làm heo cống nạp, cầu được bình an, không bị loài hổ trả thù, một số dòng họ còn đổi cả họ vì kinh sợ hổ bắt người để trả thù mà lập miếu thờ phụng cầu an. Người miền Tây còn quan niệm rằng rừng thiêng nước độc luôn có chủ nhân của rừng núi và hổ là Chúa sơn lâm, thợ săn nên tránh nó nếu không cần thiết.
Không chỉ người Việt, một số đồng bào dân tộc thiểu số ở Việt Nam cũng có tục thờ hổ, trong đó có người Khơ mú sống ở khu vực Tây Bắc và miền tây Nghệ An. Một tập quán ăn sâu vào tình cảm và tiềm thức của người Khơ Mú thuộc họ Rvai (hổ), đó là nghi lễ cúng ma nhà (Hrôigang). Vào dịp Tết Nguyên đán, người Khơ mú thuộc họ hổ đã diễn lại các động tác của hổ, vật tổ của dòng họ với ý thức tự nhắc nhở và giáo dục những người trong cộng đồng rằng mình là người họ hổ và có nguồn gốc từ hổ. Với quan niệm hổ là tổ tiên của mình, người Khơ mú thuộc họ Rvai kiêng không động tay vào hổ, không săn bắt, giết, ăn thịt hổ. Trong các hội hè, các nghi lễ người hóa trang giống như hổ. Khi gặp hổ chết, người Khơ mú thuộc họ Rvai phải khóc than thật sự như tổ tiên của mình qua đời. Người ta tin rằng khi chết đi, họ sẽ hóa thành kiếp hổ. Khi còn sống, người ta kiêng đắp chăn sặc sỡ như lông hổ, khi chết, người ta đắp cho chiếc chăn khác màu lông hổ và đặt chiếc chăn giống màu lông hổ bên cạnh người chết để hồn được siêu thoát và trở về với hổ, có nghĩa là về với tổ tiên. Với người Thái, khi được nghe tiếng hổ gầm vang trên đồi cao là niềm hân hoan, sảng khoái nhất của bản mường.
Người Tà Ôi cũng có tục thờ Thần hổ (Giàng avó). Trong hệ thống thú rừng của người Tà Ôi, con hổ được coi là con vật có sức mạnh nhất. Hổ được người Tà Ôi coi như vị thần bảo hộ cho làng, việc bắt được hổ theo quan niệm của người Tà Ôi được ví như món quà tặng của thần rừng. Việc thờ đầu hổ xuất phát từ niềm tin rằng hổ sẽ báo mộng cho người ta biết làng sắp gặp chuyện chiến tranh, mất mùa, có dịch bệnh. Các điềm báo xấu đó thông qua giấc mộng đến với người trong làng. Hàng năm người ta vẫn đến tiến hành thăm nhà mồ có đầu hổ. Trong các thôn của xã Nhâm chỉ có làng Nhâm I còn có tục thờ thần hổ, làng Ka Linh, Tà Kêu trước đây ở Lào cũng có tục này. Hàng năm khi người Tà Ôi tiến hành tổ chức ăn năm mới, hay cúng khánh thành nhà rông, thần hổ đều được chia phần, khi tuốt lúa mới phải thổi cơm dành phần cho thần hổ ăn.
Người dân địa phương ở Trà Bồng cũng có lập am thờ con hổ, họ thờ Bạch Hổ sơn quân hay còn gọi là ông hổ đi tu, Bạch Hổ sơn quân là tùy tướng thân cận nhất của Thiên Y A Na, tương truyền khi có giặc đánh tới, hổ cùng nữ chúa xung trận, tùy tướng Bạch Hổ sơn quân xuất hiện đến kết liễu rồi mang đầu giặc treo ở một cây đa trong vùng. Khi hết giặc, Bạch Hổ sơn quân vào núi đi tu. Nhớ ơn Bạch Hổ sơn quân, người dân ở Trà Bồng còn lập miếu thờ riêng. Người ta cho biết, vào dịp lễ cúng Thiên Y A Na, cứ đến khoảng 2 đến 3 giờ sáng, cũng là lúc Bạch Hổ sơn quân xuất hiện, có niềm tin hoang đường rằng cứ mỗi lần khấn xin hiện hình là đêm đó Bạch Hổ sẽ xuất hiện. Những ai muốn Bạch Hổ sơn quân hiện hình thì rải cát ở căn nhà phía sau điện thờ. Sáng hôm sau, vào căn nhà này sẽ thấy dấu chân Bạch Hổ to lớn hiện lên theo hướng đi vào đại điện thờ.
Con hổ còn là con vật tổ của những dân tộc khác nhau, Hổ là con vật tổ theo tín ngưỡng Bái vật tổ (Tôtem) của dân tộc miền tây Trung Quốc thời xa xưa, vùng đất Sở Hùng, Xuyên, Điền ở Vân Nam Trung Quốc từ xưa đã thịnh hành tín ngưỡng Tôtem thờ vật tổ là con hổ, là nơi tập trung tín ngưỡng thờ hổ của Trung Quốc. Dân tộc ở những vùng này phần lớn là hậu duệ của người Nhung Địch cổ (người Phương cổ) như: Di tộc, Bạch tộc, Thổ gia tộc, Na-xi tộc, La Hủ tộc, Li-su tộc, hiện họ vẫn còn giữ lại tín ngưỡng và tập tục thờ hổ. Vào thời hoang sơ cổ, người Phương cổ thờ hổ ở vùng Thanh Hải, Cam Túc, Thiểm Tây sống bằng chăn nuôi du mục khi vào đến Trung Nguyên, bộ tộc hổ của vùng Hoa Bắc đã chung sống với các bộ tộc thờ rồng. Hổ nguyên là tín ngưỡng của dân tộc miền tây, theo từng bước chân di cư, hòa hợp dân tộc, dần dần lan truyền đến phương đông. Lộ Sử - Quốc danh kỷ có ghi chép: Vào thời Thương Chu, Hổ tộc là một tộc lớn, họ phân bố ở khắp vùng Giang Hoài, Hồ Nam, Tứ Xuyên. Nước Hổ Phương lúc đó là nước Từ phương, nay là vùng giao hội giữa Giang, Hoài, Tô, Hoản ở phía nam Từ Châu, đó là người Từ - vùng đất chủ yếu của Hổ tộc thời xưa. Những chạm trổ chủ yếu trên đồ đồng thời kỳ Thương chu là đầu hổ và mặt thú.
Ở góc độ cá nhân, tại nước Mỹ có một người tên là Dennis Avner có sở thích kỳ lạ là sống trong hình hài loài hổ và đã qua nhiều lần phẫu thuật, chỉnh sửa cơ thể nhất thế giới để cho giống một con hổ, ông luôn bị ám ảnh bởi khuôn mặt của những con mèo cái hung ác hoặc những con hổ, sau đó, ông đã mất một thời gian dài theo đuổi nỗ lực biến mình thành người hổ (hóa hổ), cơ thể trở nên giống với hổ, từ răng nanh, mái tóc dài, ria mép, tai, đuôi giả. Ông còn thích hàng ngày ăn thịt sống và leo trèo cây rất cừ đồng thời ông thỉnh thoảng xuất hiện trên truyền hình với biệt danh Con hổ đi săn nữ diễn viên người Mỹ Angelina Jolie có hình xăm con hổ rất độc đáo trên eo lưng mình, tác phẩm ấn tượng này được thực hiện tại Thái Lan năm 2004, góp phần làm nên thành công của cô trong bộ phim Truy sát (Wanted). Một công ty ở Trung Quốc đã chế ra ấm trà hổ với trên vỏ ấm được chạm vẽ hình 99 con hổ rất tỉ mỉ với nhiều tư thế khác nhau, tạo nên một bức tranh hổ vô cùng sống động, hấp dẫn. Bảo vật này không lớn hơn ấm trà thường nhưng được làm ra từ đất sét trộn lẫn với những hạt vừng nghiền nát để tạo nên vẻ đẹp đặc biệt.

## Huyền kỳ

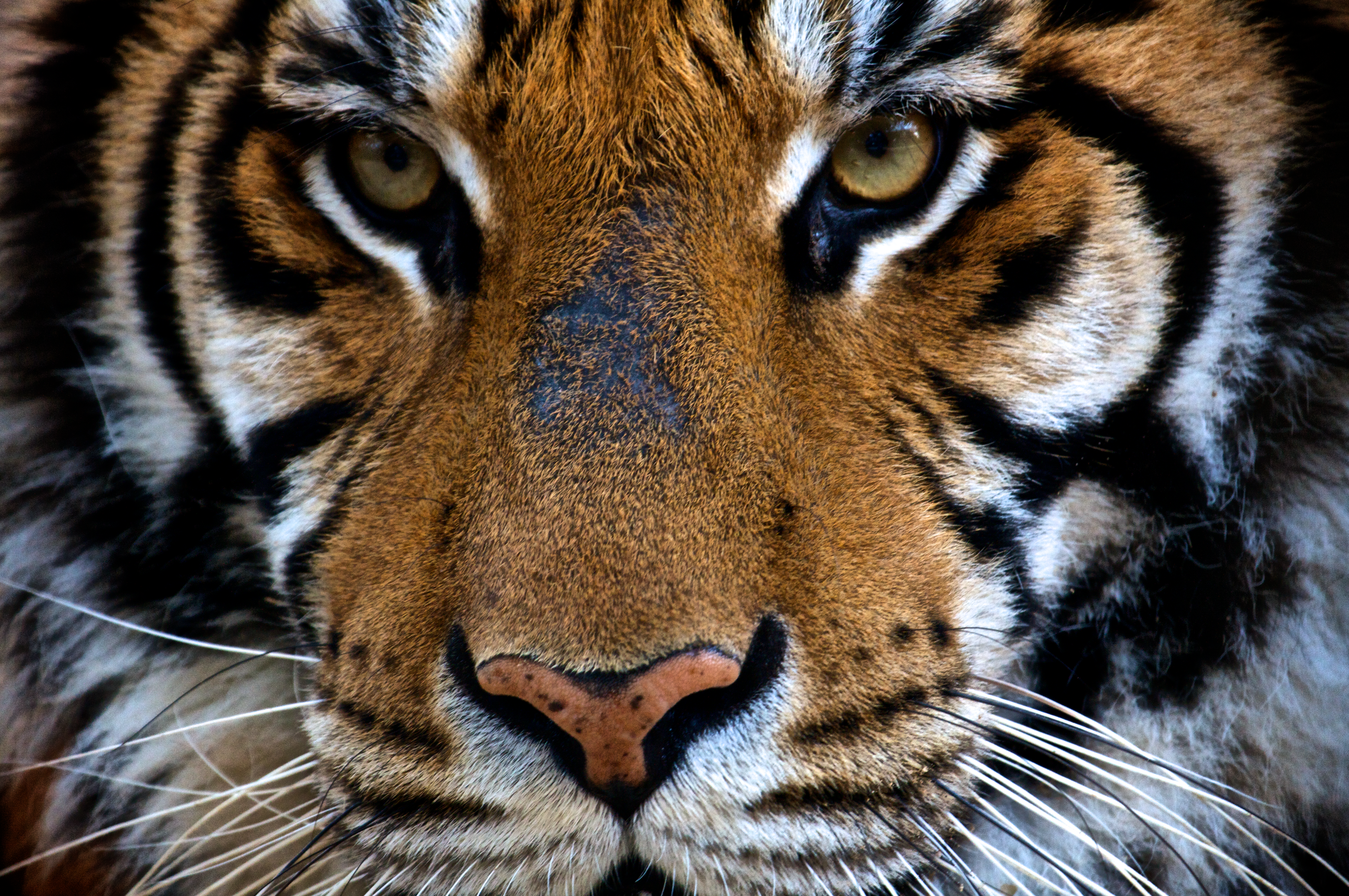
Những câu chuyện kể về hổ, loài thú gieo rắc nổi khiếp sợ cho làng bản ở miền sơn cước, khi hồ về làng, bản thì các gia súc, vật nuôi, đặc biệt là chó rất kinh sợ khi đánh hơi thấy mùi nồng nặc của hổ

Câu chuyện về loài thú đầy bí ẩn trong rừng xanh sâu thẳm và sự tinh quái, bí hiểm đã khiến hổ trở thành trung tâm của nhiều câu chuyện kể, kéo theo đó là những đồn thổi, truyền miệng về những khả năng, tập tính kỳ lạ của loài vật này đến mức trở thành những câu chuyện khá hoang đường và dị đoan. Theo quan niệm của những người dân sơn tràng thì trong rừng con hổ là loài vật hùng mạnh và rừng thiêng nhờ có hổ dữ. Hổ còn rất tinh ranh và rất thính hơi. Nó có thể phân biệt được mùi của voi, gấu, nai và cả hơi người và dường như là loài vật có linh tính. Sự ám ảnh về loài hổ còn hằn sâu trong tâm khảm con người theo một cách vô thức, khi người ta đi vào một khu rừng, rú hoang vắng thì luôn có cảm giác sợ hãi, từ lâu hình ảnh loài hổ hung dữ, quật ngã, xé xác con người đã hằn sâu vào tâm trí nhiều người cho nên người ta một khi trông thấy hổ giữa rừng già, nếu không phải là người có kinh nghiệm đi rừng chắc chắn người ta sẽ hốt hoảng.
Vị chúa tể chí tôn của rừng xanh có uy quyền với những cú vồ chết chóc và tiếng gầm vang động, với dáng uyển chuyển và oai dũng, chậm rãi, đôi mắt hổ xanh biếc dữ dằn long lên sòng sọc với ánh mắt xanh lè quắc lên như nhiếp hồn, khi hổ xuất hiện thì một trận gió thổi qua mang theo mùi hôi thối lợm giọng, đi theo nó là mùi tanh tao chết chóc tạo ra không khí nặng nề, ngột ngạt, hổ xuất hiện giống như một cái bóng chớp nhoáng mờ ảo, trong làng gà không gáy, chó không sủa, trên rừng, dế, nhím, chồn, cáo đang kêu tự nhiên im như thóc. Nhiều người thợ săn rất ngán sợ khi gặp hổ và truyền nhau kinh nghiệm đi rừng rằng nếu vào một khu rừng mà không nghe tiếng chim hót, không thấy bóng một con thú nào, thì khu rừng đó có hổ vừa đi qua, hổ có mùi đặc trưng là rất thối và tiếng gầm kinh hoàng của hổ, làm cho chim chóc cũng không dám hót. hoặc khi nghe tiếng chó săn sủa loạn xạ, kèm theo đó là tiếng chim kêu rít lên từng hồi thì đó là dấu hiệu có hổ dữ xuất hiện. Thợ săn ai cũng tin rằng rừng thiêng có chủ nhân của nó và tốt nhất là nên tránh mặt hổ mỗi khi lỡ gặp.
Một số người Việt Nam tin rằng hổ có linh khí, một số người nuôi hổ cho biết linh khí của hổ có nhiều, nên trong bán kính gần 1 km, không có con vật nào dám bén mảnh đến, kể cả giống chó săn cũng không có con nào dám đến gần những con chó săn khi đánh hơi thấy hổ là đã không dám đánh hơi tiếp nữa mà cứ quanh quẩn bên con người Ở Miền Tây sông nước, khi đang đi rừng mà thấy đàn chó săn cụp đuôi, sợ sệt co cụm lại là dấu hiệu nhận biết con hổ đang ở gần và họ chọn giải pháp là lùa bọn chó xuống xuồng, rút êm để khỏi phải đối đầu.
Người dân kể rằng hổ nhiều lần xâm nhập vào các bản, làng, khu dân cư để bắt trâu, bò, nghé, bê, heo, dê, gà và chó. Các loại gia súc, vật nuôi và cả người rất sợ hổ, khi nghe tiếng hổ gầm rung cả mặt đất, rung cả lán trại làm người ta rợn hết người, đàn bò thì sợ hãi đứng tụm vào nhau, đàn chó thì chạy chui hết vào gầm, dưới sàn nhà, các xó xỉnh mà không dám ló mặt ra, chúng im hơi và chẳng con nào dám sủa. Hay khi hổ vào làng bản, nhà dân thì đàn chó nhà khép nép vì sợ hãi núp ở trong góc sân và hổ quá dễ dàng vồ bắt lấy một con chó rồi cắp lấy đem xác lên rừng, một số con hổ ở làng bản nhiều lần mò vào bắt chó ăn thịt nên bén mùi.
Đồng bào còn kể lại rằng khi hổ về bản thì có nghĩa là sẽ mất lợn, mất trâu, mất cả đàn dê vì những con dê rất dốt, thấy hổ chúng không biết chạy mà chỉ đứng kêu khóc be be còn đàn trâu bò thì nhớn nhác, có con vì sợ quá mà lăn cả xuống vực thẳm, có con thì chạy trốn mất tích, hổ thậm chí có thể chỉ một nhát vồ chết con nghé rồi cắp theo con mồi nhảy phốc qua hàng rào cao 3m.

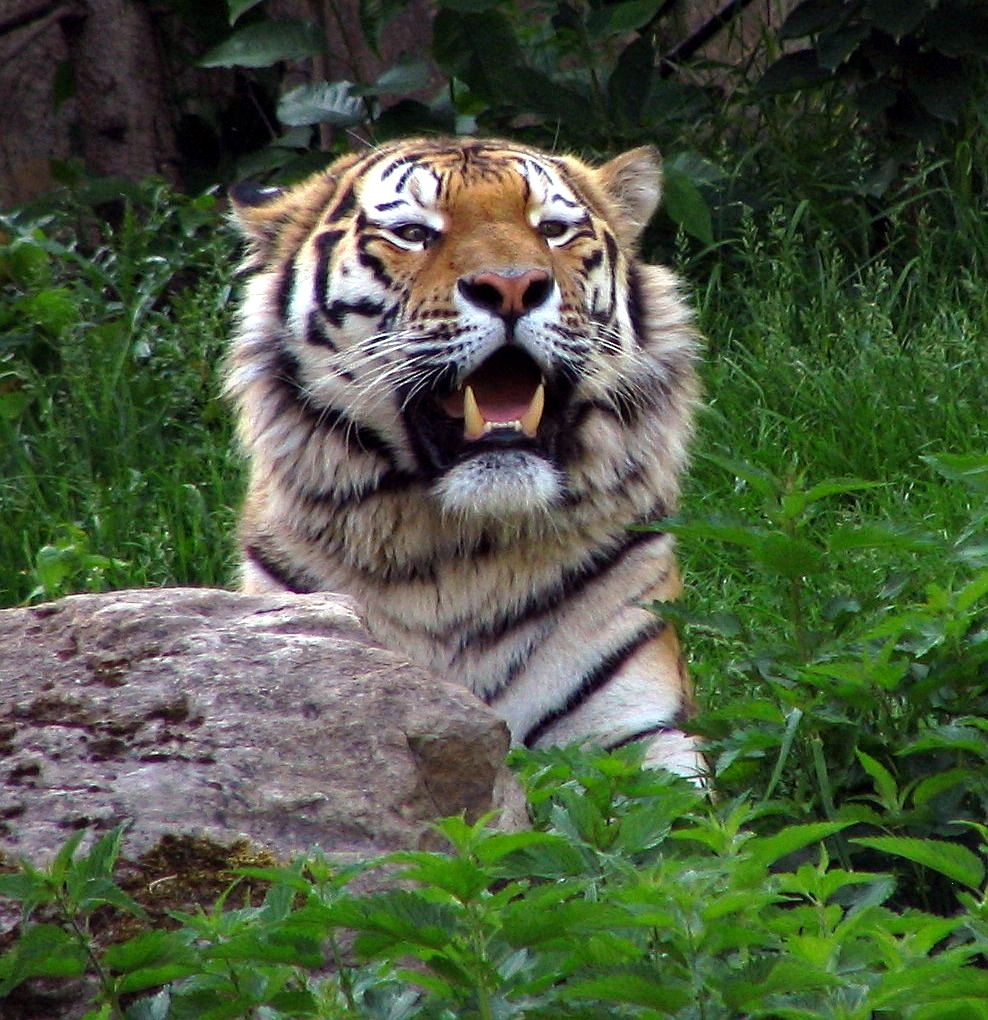
Sự ám ảnh của hổ trong tâm trí nhiều người một cách vô thức dẫn đến tâm lý nhiều người khi đi vào một khu rừng vắng luôn có cảm giác ghê sợ

Một số người dân tộc còn quan niệm rằng hổ là có thiên tư linh mẫn, tai nghe thấy hết mọi sự người ta nói, óc cảm thấy hết những gì người ta nghĩ, nên hễ ai dám báng bổ, khinh nhờn hay hỗn xược, thì nó trừng trị cho khốc hại thì thôi, nhẹ thì hổ bắt đi con bò, con lợn để cảnh cáo, nặng hơn thì nó sẽ cắn cổ và hổ vốn thù dai. hổ là con vật không chỉ mạnh khỏe, hung dữ, tham lam và kiên nhẫn trong việc rình mồi mà nó còn là một ông chúa thù dai và quyết trả thù bằng được nó sẽ nhớ và tấn công người nào đã đánh nó, nhất là thần hổ báo thù thì vô cùng khốc liệt, nhiều con hổ được cho là hóa thân của những vong hồn hổ đã bị giết trước đó trở về báo thù dân làng. Nhiều thợ săn tin rằng hổ là loài vật có tánh linh hay có linh tính có thể nhận biết hơi người, tránh các loại bẫy Kenneth Anderson thì cho rằng hổ dường như có một giác quan thứ sáu thật sự sắc sảo và nó có thể phân biệt giữa một con người không có vũ khí và một người đàn ông có vũ trang đang theo đuổi nó
Một quan niệm khác thì cho rằng hổ có một thói quen lạ, nếu vồ người, cắn cổ hoặc tát chết, nó tha vào rừng ăn thịt. Nhưng nếu cú vồ của nó chạm vào tai của con mồi thì nó sẽ bỏ đấy mà không ăn thịt. Một kinh nghiệm khác thì hổ thường không dám chạm vào những cành lá nằm úp sấp (tức mặt dưới của lá nằm ngửa lên trời) do đó những người săn hổ hay bố trí các đám lá úp trái để ngăn hổ không đến gần những nơi bẫy chưa chắc chắn. Hổ cũng có khả năng giả chết, nó có thể nằm lỳ cả ngày giống như chết.
Bên cạnh đó, sự sùng bái đến mức mê tín hoang đường còn thể hiện qua việc người ta thường làm chiếc nanh hoặc vuốt hổ, hoặc răng hổ bịt vàng bạc hoặc chiếc vuốt làm bằng sứ, kim loại cho trẻ con đeo để trừ tà ma, hoặc người lớn cũng đeo cho đẹp và tỏ ra oai vệ, người Campuchia khi giết hổ thường lấy nanh hổ đánh bóng bán làm vật trừ tà, Người Hoa ở Bắc Giang thường đeo vòng đeo tay bằng kim khí có đính móng hổ, vuốt gấu để hộ mệnh, trừ đuổi vía độc hay làm hại trẻ em. Tuy nhiên, thần uy từ chiếc nanh hổ có thể hợp với người này nhưng lại không tốt đối với người khác, may mắn với người này nhưng lại là tai họa với người khác, rất khó biện chứng về tâm linh.
Nhiều người quan niệm rằng, hổ là chúa tể của rừng xanh nên hội tụ đủ sức mạnh thiên nhiên, chúng ăn toàn thực vật quý, uống nước rừng, sống trong rừng sâu nên hấp thụ được linh khí của đất trời. Hổ càng già thì nanh càng lớn và uy lực của nó càng mạnh. Người nào sở hữu được chiếc nanh hổ tinh đã ăn thịt nhiều người thì sẽ không sợ con vật hung dữ nào và các loài chó sói, gấu, rắn hổ chúa khi nhìn thấy bóng vía là chúng sẽ quỳ xuống đồng thời việc đeo móng hổ còn giúp chủ nhân tránh bị tà đạo, ma quỷ làm hại, đạn bắn không trúng, tạo phong cách ngầu của người đeo. Nhiều người khác lại cho rằng móng hổ là vật bùa là vì con hổ trước khi kết thúc sự sống của con mồi bằng bộ hàm thép thì nó cần những chiếc vuốt chụp và bấu chắc vào con mồi làm cho con mồi không còn cơ hội trốn thoát, những người khởi nghiệp muốn sở hữu những chiếc vuốt để nắm chắc hoặc tìm kiếm cơ hội chiến thắng trong cuộc sống cũng như trong thương trường. Tại tỉnh Cà Mau từng có thời kỳ đột nhiên nổi lên tin đồn những người tuổi Sửu, tuổi Ngọ, trong năm 2010 nếu không uống thuốc sẽ bị cọp vật, Tin đồn thất thiệt này khiến người dân hoang mang, đổ xô đi mua "thuốc" phòng ngừa, gây xáo trộn đời sống.
Xương hổ nếu được dùng để gối đầu thì ngủ yên không chiêm bao thấy những sự ghê sợ, hoặc treo lên giữa cửa nhà sẽ trừ được ma quỷ. Những người thợ trước khi nấu cao hổ thì người ta thường có nghi lễ cúng bái, có người còn mời thầy cúng về cúng vì nếu không sẽ bị lừa lọc, vỡ nợ, tán gia bại sản hoặc rơi vào vòng lao lý, đi tù vì ông hổ sẽ không cho sống đàng hoàng. Người Sán Dìu thì đem bộ da Hổ đem phơi khô, nhồi trấu vừa làm vật trang trí trong nhà, vừa làm bùa hộ mệnh vì bộ da là dáng hình và linh hồn con Hổ còn quanh quẩn, vừa để bảo vệ mọi người may mắn về sức khoẻ và an toàn cho các thành viên trong gia đình, ít khi gặp ốm đau và bệnh tật
Có giả thuyết cho rằng, râu cọp (hổ tu) cũng là một trong những thành phần chủ yếu của trò chơi ngải của các thầy phù thủy ma giáo đồng thời còn đó là quan niệm của một số người cho rằng râu hổ cắm vào búp măng tre có thể chế thành ma thuốc độc hại người để làm giàu, nhiều thợ săn tin rằng, chỉ cần đem một sợi râu cọp nhét vào trong thân một cây măng non đang mọc sau này nó sẽ biến thành một loài sâu có sức độc vô cùng khủng khiếp và người xưa tin rằng nếu để râu cọp rơi vào tay kẻ có ác tâm sẽ gây ra nhiều hậu họa chính vì vậy những người thợ săn sau mỗi lần hạ được hổ thì việc đầu tiên họ cần làm là đốt đuốc thiêu rụi hoàn toàn bộ râu hổ đi hoặc cắt râu đi trước khi xẻ thịt vì râu hổ có thể chế thành thuốc độc hại người.

## Ghê sợ và bài trừ

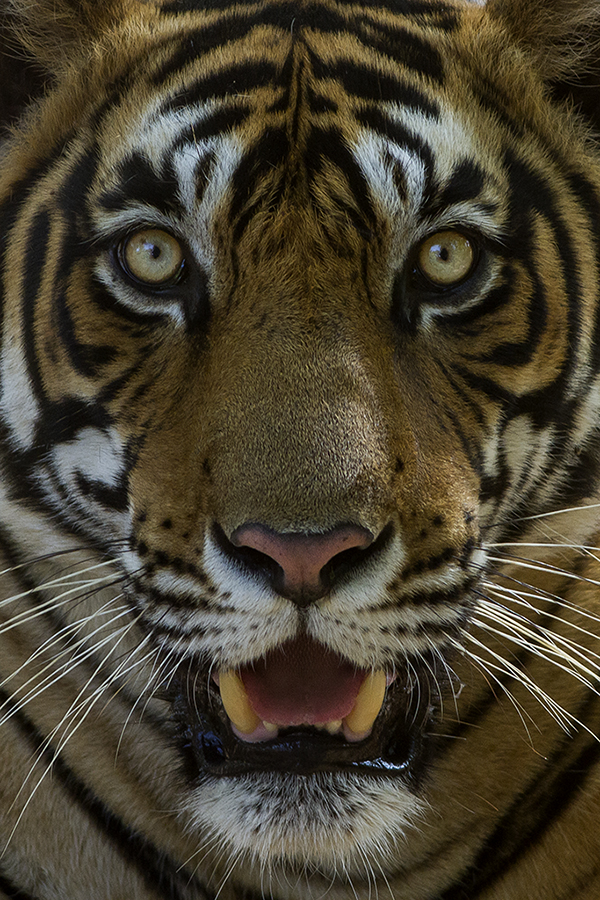
Sự tinh ranh của hổ luôn làm con người sợ hãi chính vì thế luôn tồn tại hai ý niệm về loài hổ, sùng bái và khinh ghét

Bên cạnh những ý niệm ngưỡng mộ dành cho hổ thì trong dân gian nhiều nước vẫn tồn tại luồng ý niệm sợ hãi, nỗi khiếp sợ, sự khinh ghét và ý muốn chế phục loài hổ, xuất phát từ nỗi khiếp sợ về sự phá hoại của con hổ đối với con người như là loài vật ăn thịt có bản tính ác độc, hổ hay ăn thịt người, vồ người gây kinh hoàng và gieo rắc tại vạ cho người dân hoặc hoành hoành ăn thịt, giết hại gia súc, vật nuôi của con người, gieo rắc nhiều tai ương cho con người do đó người ta sẵn sàng triệt hạ loài hổ. Ngoài ra những giá trị, lợi ích kinh tế từ hổ và các sản phẩm từ hổ như: cao hổ cốt, bộ da hổ, pín hổ, móng, vuốt hổ đã khiến nhiều người nhìn nhận hổ như là một đối tượng kinh doanh, săn bắt, nuôi nhốt.
Nhiều người vẫn coi hổ là thú dữ, là kẻ thù của con người với truyền thuyết hổ thành tinh, là những con hổ to, thích ăn thịt người, tinh khôn biết cách tránh được các loại bẫy của con người. Nhiều con hổ được dân gian cho là đã thành tinh tức chỉ về những con hổ tinh không thoát khỏi các loại bẫy, những đoàn thợ săn phục kích hổ do loài này vốn rất tinh ranh, nó đi được một đoạn lại dừng bước, ngoái nhìn ra phía sau, do vậy để theo dõi mà không bị nó phát hiện không phải là điều dễ dàng, hổ cái mũi rất thính và loài hổ rất thính hơi, nó có thể phân biệt được mùi của voi, gấu, nai và cả hơi người, chúng đi nhẹ như con chuột chạy và không để con người biết được dấu vết đi lại trong rừng. Cũng có quan niệm cho rằng những con hổ chúa đã thành tinh còn là hóa thân của những vong hồn cọp đã bị giết trước đó trở về báo thù dân làng Người Việt Nam còn có quan điểm rằng hay tín ngưỡng rằng những con mãnh thú quá hung hãn, mạnh khỏe khác thường là đã thành tinh, đã có linh hồn, trong đó hổ là loài vật nguy hiểm nhất, những con cọp ba chân cũng là hình tượng thường xuất hiện trong các giai thoại mãnh thú thành tinh lúc xa xưa đặc biệt là những con hổ trắng khi đã ăn thịt người thì sẽ hung hãn và hung tợn hơn bất cứ loài thú nào.
Trong một dị bản phụ lục Lĩnh Nam Chích Quái, có truyện Trành hay Ma trành là quỷ hiển linh về thần hổ đời Lê Mạt có tính cách mê tín. Trành là linh hồn người bị hổ ăn thịt biến thành tinh của hổ, thường dẫn đường cho hổ đi bắt người, khi có dịp lại hiện ra thành hình người. Thần hổ có nơi gọi là ma khái, hoặc hùm tinh. Ở Trung Quốc có thành ngữ chữ Hán vị hổ tác trành nghĩa là làm ma cho cọp ngoài ra trong niềm tin của một số dân tộc Miền Núi, có chuyện hổ biết nghe tiếng sáo Nhà văn Sơn Nam trích dẫn việc người dân Nam Bộ không những không sợ, mà có khi còn tỏ ra thân thiện qua tác phẩm Gia Định thành thông Chí của Trịnh Hoài Đức theo đó thì thái độ người dân đối với hổ vừa vừa kính nể, coi như vị thần nhưng cũng coi thường. Tuyệt đẹp, hung hãn, mau lẹ, sự quyến rũ và nỗi khiếp sợ với việc luôn sẵn sàng bất ngờ tiến công và xé nát con mồi, đó là bản chất loài mèo hùng mạnh này thể hiện một tổng thể các lực đẩy của bản năng vừa trá hơn vừa hung dữ hơn chó hoang và đặc biệt hổ lại có sức quyến rũ vì nó to lớn và hùng mạnh, dẫu rằng nó không có được oai vệ của sư tử. Bởi nó là một bạo chúa nham hiểm, không biết tha thứ. Mười tám thôn vườn trầu ở Hóc Môn ngày xưa, còn gọi là Thập bát phù viên cũng được lưu truyền bởi câu chuyện đặc biệt là loài cọp tinh vì vậy, trong dân gian thường truyền miệng câu "Hung dữ như cọp vườn trầu" Một truyền thuyết dân gian Hàn Quốc về bầy hổ dữ kể về thời xưa ở đảo Jindo thường xuyên bị hổ dữ quấy phá chúng vào làng, ăn thịt những người dân địa phương, tất cả dân làng quyết định bỏ chạy, di cư sang đảo Modo sinh sống.
Theo quan niệm khác thì khi Hổ xuất hiện trong giấc mơ khiến người ta lo sợ khi thức dậy. Sự xuất hiện đó khơi lại các nỗi khiếp sợ của con người khi con ác thú đến gần và thường là điểm chẳng lành. Trong tác phẩm Tam Quốc diễn nghĩa Hồi thứ 60, La Quán Trung có kể về chuyện viên tướng Mã Siêu ở Tây Lương đêm nằm mơ thấy một đàn hổ xé xác mình giữa trời tuyết, khi anh chàng này giật mình tỉnh giấc và kể lại câu chuyện cho Bàng Đức, ông này đã khẳng định đó là điểm chẳng lành, đúng lúc đó thì Mã Đại trở về cấp báo việc Mã Đằng, cha của Mã Siêu bị Tào Tháo giết hại cùng với hai người anh em là Mã Hưu và Mã Thiết. Người Mông ở Việt Nam có tục xếp 9 lớp đá đè lên ngôi mộ của người đã khuất, bởi họ sợ con ma sẽ hóa thành hổ dữ, bắt hết người thân, trâu bò, lợn gà của bản. Bắt đầu từ một điềm của một người thanh niên bị chết, một con hổ lớn xuất hiện ngay trước cửa, con hổ chỉ nhìn mọi người gầm gừ chứ không tấn công. Sau con hổ đi mất. Tuy nhiên, buổi sáng ngủ dậy, mọi người thấy trong nhà gà lợn đã bị con hổ bắt sạch, không còn một mống, và sau này cứ hễ có ai nhắc đến cái tên anh thanh niên quá cố thì con hổ lại xuất hiện, phá hết nương rẫy, bắt sạch lợn gà, trâu bò. Nó còn mò sang tận các gia đình bên các xã khác mỗi khi được gọi tên, khiến ai cũng hoảng sợ, cử một cụ trưởng bản ngồi nói chuyện với con hổ, cầu xin nó đừng tàn phá làng bản.